# 矿山水库
矿山水库是中国湖北省武汉市黄陂区境内的一座水库，位于界河上，建于1960年。水库正常库容为1078万立方米，集雨面积为11.4平方千米，海拔为87.9米。